# Synodontis afrofischeri
Synodontis afrofischeri är en fiskart som beskrevs av Hilgendorf, 1888. Synodontis afrofischeri ingår i släktet Synodontis och familjen Mochokidae. IUCN kategoriserar arten globalt som livskraftig. Inga underarter finns listade i Catalogue of Life.